# Периорка
Периорка — річка  в Україні, у Літинському й Вінницькому  районах Вінницької області, права притока Південного Бугу  (басейн Чорного моря).

## Опис
Довжина річки 13 км, похил річки — 5,1 м/км. Формується з багатьох безіменних струмків та водойм.  Площа басейну 52,5 км².

## Розташування
Бере  початок на південному заході від села Підлісного. Тече переважно на південний схід і у Стрижавці впадає у річку Південний Буг.
Населені пункти вздовж  берегової смуги: Мізяківські Хутори, Переорки.